# Joaquim Bravo
Joaquim Lopes de Mira Bravo, mais conhecido como Joaquim Bravo (Évora, 7 de Dezembro de 1935 — Lagos, 18 de Junho de 1990), foi um professor e pintor português.

## Biografia

### Nascimento e formação
Nasceu em Évora, no dia 7 de Dezembro de 1935, filho de Francisca Lopes Bravo e de Francisco de Mira Bravo.
Realizou os estudos primários e liceais na cidade de Évora, e depois frequentou a Faculdade de Letras de Lisboa, embora não tivesse concluído o curso.

### Carreira profissional e artística
Organizou a sua primeira exposição em 1963, na Galeria 111 de Lisboa. Em 1966 desloca-se para a cidade de Lagos, onde se empregou como recepcionista no Hotel Riomar. Não deixa de pintar, e em 1968 realizou uma exposição na Galeria de Lagos. Pouco depois, empregou-se no Hotel da Penina, e posteriormente tornou-se professor na Escola Secundária Gil Eanes, em Lagos. Também ensinou na Escola António Aleixo, em Portimão.

### Falecimento e família
Casou com Maria de Lurdes do Canto Brum Cunha, tendo tido dois filhos.
Faleceu na cidade de Lagos, em 18 de junho de 1990.

## Prémios e homenagens
Foi distinguido com o 3º Prémio no 1º Salão de Arte Moderna em Faro, em 1981, o Prémio de Aquisição na 2ª Mostra de Artes Plásticas de Lagos, em 1984, 1º Prémio da 1ª Bienal de Arte dos Açores e Atlântico, na cidade de Ponta Delgada, em 1985, e a Menção Honrosa na VII Bienal de Vila Nova de Cerveira, em 1986.
Após a sua morte, foi realizada uma exposição em sua homenagem, na Galeria de Arte Mercado dos Escravos, em Lagos, em 1990. Em 1992, foi realizada uma outra exposição evocativa, no Chinicato, pela cooperativa 30 de Junho. Por iniciativa desta instituição, a Câmara Municipal de Lagos colocou o seu nome numa alameda do Chinicato, em 4 de Novembro de 1992.

## Exposições

### Exposições como artista individual[1]
- 1964 - Galeria 111, Lisboa
- 1969 - Galeria Quadrante, Lisboa
- 1972/1973 - Galeria Buchholz, Lisboa
- 1977 - Galeria de Arte Moderna (Sociedade Nacional de Belas Artes), Lisboa
- 1981 - Mercado dos Escravos, Lagos
- 1982 - Casa de Bocage, Setúbal
- 1982 - Museu de Évora
- 1983 - Galeria Diferença, Lisboa
- 1983 - Galeria Roma e Pavia, Porto
- 1983 - Pousada do Infante, Sagres
- 1983 - Galeria Quadrum, Lisboa
- 1984 - Sala de Exposições da Faculdade de Letras de Lisboa
- 1985 - Centro Cultural de Évora
- 1986 - Galeria EMI - Valentim de Carvalho, Lisboa
- 1987 - Sapatos Andados, Loja de Desenho, Lisboa
- 1989 - Galeria EMI - Valentim de Carvalho, Lisboa
- 1989 - Câmara Municipal de Vila Nova de Famalicão
- 1990 - Galeria A5, Santo Tirso
- 2000 - Exposição Retrospetiva, Centro de Arte Moderna da Fundação Calouste Gulbenkian, Lisboa

### Exposições colectivas[1]
- 1963 - Salão de Arte Moderna, Sociedade Nacional de Belas Artes de Lisboa
- 1967 - Bienal do Funchal
- 1967 - Novas Iconografias, Galeria Buchholz, Lisboa
- 1970 - Exposição Mobil de Arte, Sociedade Nacional de Belas Artes de Lisboa
- 1974 - Expo AICA, Sociedade Nacional de Belas Artes de Lisboa
- 1975 - Abstracção Hoje, Sociedade Nacional de Belas Artes de Lisboa
- 1978 - Novos Meios de Comunicação, Sociedade Nacional de Belas Artes de Lisboa
- 1979 - LIS' 79 - Exposição Internacional de Desenho
- 1981 - Exposição Nacional de Desenho, Sociedade Nacional de Belas Artes de Lisboa
- 1981 - I Salão de Arte Moderna de Faro
- 1981 - "Aspectos da Arte Abstracta 1970/80", Sociedade Nacional de Belas Artes de Lisboa
- 1982 - ARTEDER, Bilbau
- 1982 - Lagos 1982, Lagos
- 1982 - ARUS - 1ª Exposição Nacional de Arte Moderna, Porto e Lisboa
- 1983 - O Papel como Suporte, Sociedade Nacional de Belas Artes de Lisboa
- 1983 - I Exposição de Arte do Banco de Fomento Nacional, Lisboa
- 1983 - Prémio 82, Galeria Quadrum, Lisboa
- 1983 - Perspectivas Actuais da Arte Portuguesa, Sociedade Nacional de Belas Artes de Lisboa
- 1983 - Artistas da Sociedade Nacional de Belas Artes, Lisboa
- 1984 - Atitudes Litorais, Faculdade de Letras de Lisboa
- 1984 - Salão 74/84, Sociedade Nacional de Belas Artes de Lisboa
- 1984 - O Gesto, o Signo e a Escrita, Galeria Quadrum, Lisboa
- 1984 - Lagos 84, Lagos
- 1985 - Signos, Galeria EMI - Valentim de Carvalho, Lisboa
- 1985 - Arte dos Anos 80, Sociedade Nacional de Belas Artes de Lisboa
- 1986 - AICA - Philae 86, Sociedade Nacional de Belas Artes de Lisboa
- 1986 - III Exposição de Artes Plásticas da Fundação Calouste Gulbenkian, Lisboa
- 1986 - Novas Tendências do Desenho, Sociedade Nacional de Belas Artes de Lisboa
- 1986 - As Viagens de Gulliver, Galeria EMI - Valentim de Carvalho, Lisboa
- 1987 - 19ª Bienal Internacional de Arte de São Paulo
- 1987 - os Representantes Portugueses à Bienal de S. Paulo, Galeria EMI - Valentim de Carvalho, Lisboa
- 1987 - Portuguese Painting from the Last Three Decades, Pinacoteca Museum, Atenas
- 1987 - Pintura Portuguesa 1988 - 10 de Julho, Covilhã
- 1987 - 1° Fórum de Arte Portuguesa, Lisboa
- 1987 - Bicentenário do Ministério das Finanças, Lisboa
- 1989 - Arco' 89, Galeria EMI - Valentim de Carvalho, Lisboa